# Montmort
Montmort é uma comuna francesa na região administrativa de Borgonha-Franco-Condado, no departamento Saône-et-Loire. Estende-se por uma área de 31,43 km². Em 2010 a comuna tinha 183 habitantes (densidade: 5,8 hab./km²).